# Angelovci

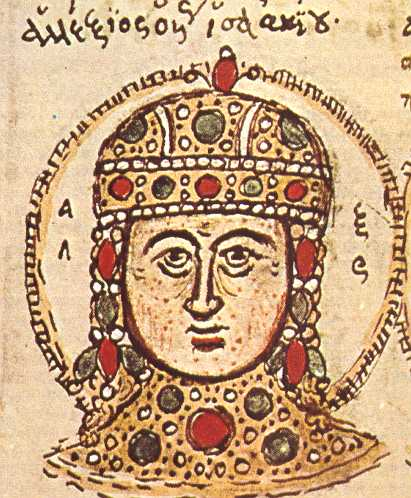
Alexios IV. Angelos, byzantský císař

Rod Angelovců (řecky Ἄγγελος, ženský rod Άγγελίνα) byl jednou z byzantských šlechtických rodin. Z tohoto rodu pocházeli i tři byzantští císaři vládnoucí v letech 1185 až 1204. Od 13. do 15. století větev této rodiny vládla v Epirském despotátu, Thesálii a Soluni pod jménem Angelos Komnenos Dukas.

## Etymologie
Rodinné jméno Angelos je odvozeno od slova anděl (posel) nebo od oblasti poblíž Amidy zvané Angel (Agel) .

## Původ
Rod byl založen Konstantinem Angelem z města Filadelfie nacházejícím se v Malé Asii. Konstantin si vzal za ženu Theodoru Komnenu (narozenou 1096), dceru císaře Alexia. Podle historika pocházejícího z 11. století byl Konstantin nízkého původu. Konstantin a Theodora měli tři syny – sebestokratora Jana Angela, Andronika Angela a Alexia „Komnena“ Angela, který nechal roku 1164 postavit v Nerezi kostel, známý svými uměleckými freskami. Během vlády Manuela I. mnoho Angelovců získalo vojenské hodnosti či místo úředníků v byzantské správě.

## Byzantská říše pod vládou Angelovců
Roku 1185 syn Andronika Angela svrhnul Andronika I. Komnena a byl pod jménem Izák II. Angelos prohlášen byzantským císařem. Po něm nastoupil jeho bratr Alexios III. a poté Izákův syn Alexios IV. Za slabé vlády Angelovců Byzantská říše upadla a stala se kořistí západních rytířů a Benátčanů během čtvrté křížové výpravy.
Po obléhání Konstantinopole roku 1204 následované vytvořením křižáckého státu zvaného Latinské císařství členové rodiny získali nadvládu nad Epirem a Thesálií. Aby se odlišili od jiné, „neurozené“ rodiny Angelovců, kteří často zastávali místa ve státní správě, či působili jako lékaři nebo duchovní, přejmenovali svůj rod na Angelovsko-Komnenovsko-Dukovský (v řečtině Angeloi Komnenoi Doukai), jakožto vládci Epiru jsou i známí jako příslušníci Komnenovskodukovské dynastie.

## Vláda v Epiru a Thesálii

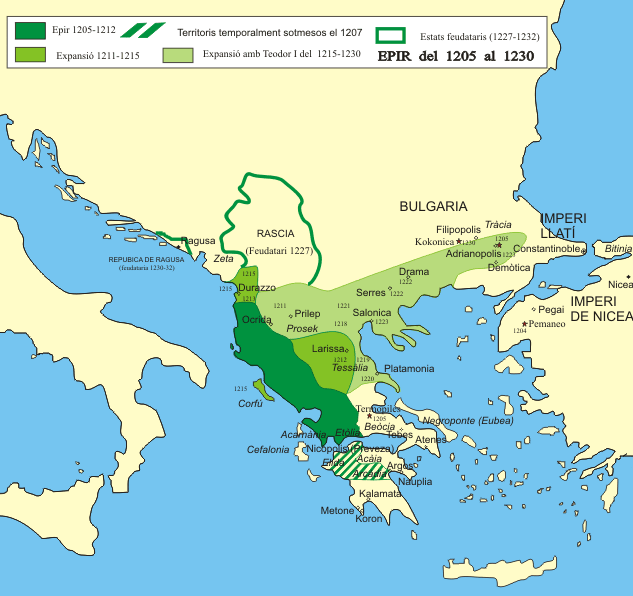
Expanze Epirského despotátu mezi lety 1205 až 1230

Po pádu Konstantinopole do rukou křižáků založil Michael I. Angelos, nelegitimní syn Jana Angela, Epirský despotát. Za své sídlo si zvolil město Artu. Roku 1224 Michaelův nevlastní bratr Theodor získal od křižáků Soluňské království prohlásil sám sebe za legitimního byzantského císaře (basilea). Avšak Theodor byl poražen a zajat Ivanem II. Asenem v bitvě u Klokotnice roku 1230. Během jeho nepřítomnosti vládl nad Soluní jeho bratr Manuel Agelos a po něm Theodorovi synové Jan a Demetrios. Nakonec bylo město roku 1246 dobyto níkajským císařem Janem III. Dukou Vatatzem, čímž byla Soluň pro Angelovce definitivně ztracena.
Roku 1230 se Theodorův synovec Michael II., syn Michaela I., stal vládcem Epiru a Thesálie. Po jeho smrti roku 1271 vládl Epiru jeho právoplatný syn Nikeforos I., zatímco Thesálie byly darována Michaelovu nelegitimnímu synovi Janu I. Angelovi. V roce 1318 zavraždil Nicholas Orsini Nikeforova syna Tomáše Angela a Epirus si přivlastnil, čímž zde ukončil vládu Angelovců. V Thesálii po Janu I. Angelovi nastoupil na trůn Konstantin, následovaný Janem II., který vládl od počátku 14. století až do své smrti roku 1318. Toho samého roku ovládli Thesálii žoldnéři Katalánské společnosti a připojili toto území k Athénskému vévodství.
Po znovuzískání kontroly na Epirem i Thesálii roku 1340 jmenoval byzantský císař Andronikos III. Jana Angela, synovce budoucího císaře Jana Kantakuzena, místodržícím v Epiru. Jan o dva roky později rozšířil svojí vládu i na Thesállii, ale v roce 1348 zemřel na mor. Brzy poté Epirus i Thesálii dobyl srbský vládce Štěpán Dušan.

## Nadvláda Srbska a Osmanů
Potomci Jana Angela nadále spravovali Thesálii za vlády Štěpánových nástupců Simeona a Jana Uroše. Jan Uroš, poslední příslušník dynastie Nemanjićů, se vzdal trůnu ve prospěch Alexia Angela Filatropena, vládce Velkého Valašska. Alexiův bratr Manuel Angelos Filantropenos byl posledním byzantským vládcem Thesálie.
Po dobytí Thesálie Osmany roku 1394 utekli příslušníci Angelovců Filantropenů do Srbska. Mihailo Anđelović, vnuk Alexia nebo Manuela, sloužil na dvoře Đurađa a Lazara Brankovićů. Mihailův bratr Mahmud byl v mladém věku zajat osmanskými vojáky a odveden do Edirne, kde přijal islám. Později se vypracoval na nejvyšší místa v osmanské správě. Roku 1451 se stal bejlerbejem Rumélie a o pár let později velkým vezírem. Když roku 1457 probíhaly mezi srbským despotou Lazarem Brankovićem a osmanským sultánem Mehmedem II. jednání, obě strany byly zastupovány právě bratry Mihailem a Mahmudem Anđelovići.

## Významní vládci z dynastie Angelů

### Byzantští císaři
- Izák II. Angelos (první období vlády 1185–1195)
- Alexios III. Angelos (1195–1203)
- Alexios IV. Angelos (první období vlády 1203–1204)
- Izák II. Angelos a Alexios IV. Angelos (druhé období vlády 1203–1204)

### Epirští despotové
- Michael I. Komnenos Dukas (1205–1214)
- Theodor Komnenos Dukas (1214–1230), od roku 1225 nebo 1227 císařem v Soluni
- Michael II. Komnenos Dukas (1230–1271)
- Nikeforos I. Komnenos Dukas (1271–1297)
- Tomáš I. Komnenos Dukas (1297–1318)